# Adelascopora jeqolqa
Adelascopora jeqolqa är en mossdjursart som beskrevs av Moyano 1989. Adelascopora jeqolqa ingår i släktet Adelascopora och familjen Microporellidae. Inga underarter finns listade i Catalogue of Life.